# 3rd Vermont Infantry
Le 3rd Regiment, Vermont Volunteer Infantry (ou 3rd VVI) est un régiment d'infanterie d'une durée de trois ans, de l'armée de l'Union pendant la guerre de Sécession. Il sert sur le théâtre oriental, principalement dans le VIe corps, de l'armée du Potomac, de juillet 1861 à juillet 1865. Il fait partie de la brigade du Vermont.

## Histoire
En juillet 1861, le Congrès des États-Unis autorise le président Abraham Lincoln à appeler 500 000 hommes, pour servir pendant trois ans, sauf s'ils sont libérés plus tôt. Le 3rd Vermont Infantry est le deuxième des régiments de trois ans de l'État à entrer sur le terrain à la suite de cet appel. Il est organisé à partir de compagnies de la milice de Springfield, Coventry, Newbury (Wells River), Charleston, Johnson, Hartford, St. Johnsbury, St. Albans, Guidhall, et à l'East Montpellier et de Calais.
Le premier choix du gouverneur Erastus Fairbanks pour le commandement du régiment est le colonel John W. Phelps, qui renonce rapidement pour commander le 1st Vermont Infantry, le capitaine Truman Seymour, du 4th U.S. Artillery, un natif du Vermont qui a été présent lors de l'attaque confédérée contre le fort Sumter, et le capitaine A. V. Colburn, de l'armée américaine, qui devient plus tard l'adjoint à l'adjudant-général de l'armée du Potomac, sous les ordres du général George B. McClellan. Phelps, cependant, sert en tant que commandant du poste à Newport News, en Virginie, et les offres de Seymour et Colburn sont refusées.
Le régiment se rend à St. Johnsbury, sur le sol de la société agricole du comté de Caledonia au « camp Baxter », nommé en l'honneur de l'adjudant et inspecteur général H. Henry Baxter. Le régiment entre au service des États-Unis le 16 juillet 1861, et part pour Washington, D.C., le 24 juillet, sous le commandement temporaire du lieutenant-colonel Breed N. Hyde. À Hartford, dans le Connecticut, le commandant du régiment, le colonel William Farrar Smith, le rejoint.
Le régiment arrive à Washington, D.C., le 25 juillet 1861, et le 27 juillet, marche jusqu'au Potomac vers le pont de chaînes, où ils construisent le « camp Lyon ». Ils rejoignent sur le site le 6th Maine Infantry, la batterie Mott et une compagnie de cavalerie. Le 12 août, le 2nd Vermont Infantry et le 33rd New York Infantry les rejoignent.
Le commandant Walter W. Cochran, de Bellows Falls, démissionne de sa commission le 6 août en raison d'une attaque sévère de fièvre. Le capitaine Wheelock G. Veazey, de la compagnie A, le remplace. Le 13 août, le colonel Smith est nommé brigadier général des volontaires, et Hyde le remplace, maintenant en tant que colonel. Veazey est promu lieutenant-colonel et le capitaine Thomas O. Seaver, de la compagnie F, est promu commandant.

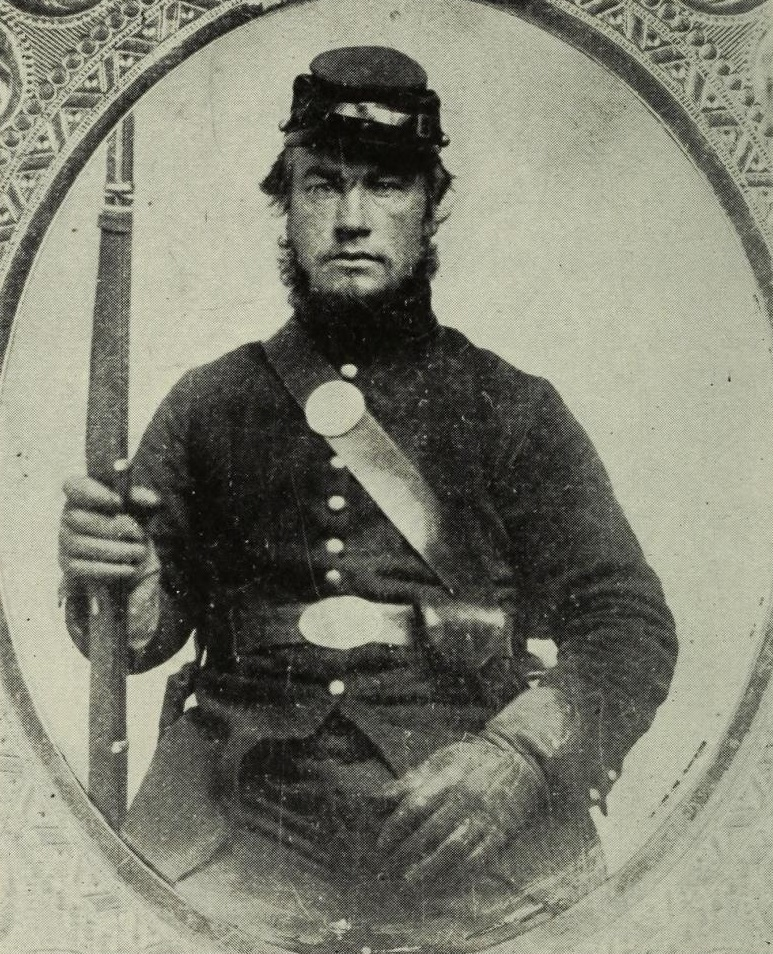
William Scott (la sentinelle endormie)

C'est aussi ici que le soldat William Scott, connu comme la sentinelle endormie, est retrouvé endormi à son poste le 31 août, traduit en cour martiale et condamné à être exécuté. Le président Lincoln entend parler de l'affaire, gracie Scott, et le renvoie dans son unité. William Scott était en fait devant un peloton d'exécution lorsque la peine de mort et le pardon ont été lus, cependant, personne ne lui avait dit qu'il avait été gracié avant d'être envoyé devant le peloton d'exécution. Plus tard, Scott est tué au combat lors de la bataille de Lee's Mills.
Le 3 septembre, les unités traversent le pont de chaînes, et occupent le « camp Advance », à un kilomètre six cents (1 mile) devant le pont. Le 9 septembre, le soldat Scott, doit être exécuté, mais au cours de la procédure, après la lecture de la condamnation, le pardon est lu, épargnant sa vie. En 1997, les documents originaux de la cour martiale et du pardon ont été découverts, et authentifiés, mettant ainsi fin à la polémique sur le fait que le président Lincoln avait signé personnellement le pardon, puisqu'il s'est avéré qu'il avait fait. Scott sert fidèlement avec son régiment jusqu'à la bataille de Lee's Mills, où il est mortellement blessé, et est enterré dans le cimetière national de Yorktown.
Le 11 septembre, le régiment participe à une mission de reconnaissance de et au-delà de Lewinsville, en Virginie, où il engage des tirailleurs confédérés. De retour au camp, le régiment tombe sous le feu de la batterie de Rosser. Un obus tombe dans les rangs de la compagnie C, tuant le soldat Amos Meserve, blessant mortellement William H. Colburn, et en blessant cinq autres. Le 25 septembre, le régiment participe à une autre reconnaissance de Lewinsville, mais ne subit pas de pertes. Le quartier maître Redfield Proctor démissionne du régiment, à cette date, accepte une nomination en tant que commandant du 5th Vermont Infantry.
Durant les deux semaines suivantes, les 4th et 5th Vermont Infantry rejoignent la division de Smith. Le 9 octobre, les régiments du Vermont sont transférés au camp Griffin, à environ six kilomètres quatre cents (quatre miles) du pont de chaînes. Ici, le 24 octobre, le 6th Vermont Infantry arrive, finalisant l'organisation initiale de la « vieille 1st Vermont Brigade ».
L'histoire du régiment à partir de ce moment est essentiellement celle du brigade du Vermont.
Les membres d'origine du régiment, qui ne se sont pas réengagés, sont libérés du service le 27 juillet 1864. Les vétérans et les recrues sont regroupés en six compagnies, le 25 juillet 1864. Les recrues d'un an et ceux dont le terme de l'engagement doit expirer avant le 1er octobre 1865, sont libérés le 19 juin 1865. Le reste des officiers et des hommes quittent le service le 11 juillet.

## Médaille d'honneur
Six membres du régiment ont reçu la médaille d'honneur.
- Alexander M. Beattie, capitaine, compagnie F, « a retiré, sous un feu nourri, un membre blessé de son commandement en un lieu en sécurité », lors de la bataille de Cold Harbor, le 5 juin 1864.
- Gardner C. Hawkins, premier lieutenant, compagnie E, « lorsque les lignes ont flotté sous le feu de l'ennemi bien dirigé, cet officier, en qualité d'adjudant du régiment, a bondi en avant, et avec des mots d'encouragement a encouragé les soldats et, bien que dangereusement blessé, a refusé de quitter le terrain jusqu'à ce que ouvrages de l'ennemi ont été pris », à la bataille de Petersburg, le 2 avril 1865.
- Willie Johnston, musicien de la compagnie D, 3rd Vermont Infantry. La deuxième médaille d'honneur accordée.
- Samuel E. Pingree, capitaine, compagnie F, « a conduit bravement sa compagnie à travers un ruisseau vaste et profond, a repoussé l'ennemi de ses trous d'hommes, qui étaient à moins de 2 mètres de l'autre rive, et est resté à la tête de ses hommes jusqu'à ce qu'il soit blessé gravement une deuxième fois » à la bataille de Lee's Mills, le 16 avril 1862.
- Julian A. Scott, tambour, compagnie E, « a traversé le ruisseau sous un feu terrible de mousquets à plusieurs reprises pour aider à transporter les blessés » lors de la bataille de Lee's Mills, le 16 avril 1862.
- Thomas O. Seaver, colonel, alors « à la tête de 3 régiments et sous un feu audacieux, a attaqué et occupé les ouvrages de l'ennemi », à la bataille de Spotsylvania le 10 mai 1864.

## Combats
| Engagements                          | Engagements             |
| ------------------------------------ | ----------------------- |
| Bataille de Lewinsville              | 11 septembre 1861       |
| Bataille à Lee's Mills               | Le 16 avril 1862        |
| Bataille de Williamsburg             | 5 mai 1862              |
| Bataille de Garnett & Golding's Farm | 26 juin 1862            |
| Bataille de Savage Station           | 29 juin 1862            |
| Bataille de White Oak Swamp          | 30 juin 1862            |
| Bataille de Crampton's Gap           | 14 septembre 1862       |
| Bataille d'Antietam                  | 17 septembre 1862       |
| Bataille de Fredericksburg           | 13 décembre 1862        |
| Bataille de Marye's Heights          | 3 mai 1863              |
| Bataille de Salem Church             | 4 mai 1863              |
| Bataille de Fredericksburg           | 5 juin 1863             |
| Bataille de Gettysburg               | 3 juillet 1863          |
| Bataille de Funkstown                | 10 juillet 1863         |
| Bataille de Rappahannock Station     | 7 novembre 1863         |
| Bataille de la Wilderness            | 5-10 mai 1864           |
| La bataille de spotsylvania dont     | Peut-10-18, 1864        |
| Bataille de Cold Harbor              | 1 au 12 juin 1864       |
| Bataille de Petersburg               | 18 juin 1864            |
| Bataille de Reams' Station de        | 29 juin 1864            |
| Fort Stevens (Washington, DC)        | 11 juillet 1864         |
| Bataille de Charlestown              | 21 août 1864            |
| Bataille d' Opequon (Gilbert's Ford) | 13 septembre 1864       |
| Bataille de Winchester (Opequon)     | 19 septembre 1864       |
| Bataille de Fisher's Hill            | 21 et 22 septembre 1864 |
| Bataille de Cedar Creek              | 19 octobre 1864         |
| Bataille de Petersburg               | 25 mars 1865            |
| Bataille de Petersburg               | 25 mars 1865            |
| Bataille de Petersburg               | 2 avril 1865            |

## Décompte final
| DÉCOMPTE FINAL                                                          | DÉCOMPTE FINAL |
| ----------------------------------------------------------------------- | -------------- |
| Membres d'origine                                                       | 881            |
| Gain (recrues et transferts)                                            | 928            |
| --- Agrégation                                                          | 1809           |
| --- Pertes ---                                                          |                |
| Tué au combat                                                           | 131            |
| Mort des blessures                                                      | 65             |
| Décédé de maladie                                                       | 152            |
| Mort dans les prisons confédérées                                       | 11             |
| Mort d'un accident                                                      | 3              |
| Total de Décès                                                          | 362            |
| Promu dans d'autres régiments                                           | 11             |
| Démobilisé                                                              | 474            |
| Démobilisé sans les honneurs                                            | 12             |
| Désertions                                                              | 261            |
| Finalement disparus                                                     | 9              |
| Transférés dans le corps de réserve des Vétéran et autres organisations | 101            |
| --- Total des pertes                                                    | 868            |
| Libéré à divers moments                                                 | 579            |
| Total des blessés                                                       | 428            |
| Total des faits prisonniers                                             | 78             |

## Lectures complémentaires
- Allen, Richard Sanders "The Sleeping Sentinel: Most Famous Private of the War" Vermont Life XV:3:51-2 Spring 61
- Chittenden, Lucius Eugene, Lincoln and the Sleeping Sentinel - The True Story. New York: Harper and Brothers, 1909.
- Coffin, Howard, Full Duty: Vermonters in the Civil War. Woodstock, VT.: Countryman Press, 1995.
- -----, The Battered Stars: One State's Civil War Ordeal during Grant's Overland Campaign. Woodstock, VT.: Countryman Press, 2002.
- Dyer, Frederick Henry, A Compendium of the War of the Rebellion. New York: T. Yoseloff, 1908. 3 vol.
- Glover, Waldo, Abraham Lincoln and the Sleeping Sentinel of Vermont. Montpelier, Vt.: The Vermont Historical Society, 1936.
- Jeffrey, Nellie T., The Story of William Scott the Sleeping Sentinel. Groton, Vermont: Public Library, 1959.
- Poirier, Robert G., By the Blood of our Alumni: Norwich University Citizen-Soldiers in the Army of the Potomac. Mason City, IA: Savas Publishing Co., 1999.
- -----, They Could Not HAve Done Better, Col. Thomas O. Seaver and the 3rd Reg of Vt. Vols., Newport, VT: Vermont Civil War Enterprises, 2006.
- Rosenblatt, Emil and Ruth Rosenblatt, editors, Hard Marching Every Day: The Civil War Letters of Private Wilbur Fisk, 1861-1865. Lawrence: University Press of Kansas, 1983.
- U.S. War Department, The War of the Rebellion: A Compilation of the Official Records of the Union and Confederate Armies, 70 volumes in 4 series. Washington, D.C.: United States Government Printing Office, 1880-1901.
- Zeller, Paul G., The Second Vermont Volunteer Infantry Regiment, 1861-1865. Jefferson, NC: McFarland & Company, 2002.